# 폴 오컨폴드
폴 오컨폴드(Paul Oakenfold, 1963년 8월 30일 ~ )는 잉글랜드의 DJ이자 음반 프로듀서이다.